# 戻れない道
「戻れない道」（もどれないみち）は、平松愛理の12枚目のシングル。1993年11月3日にポニーキャニオンから発売された。

## 概要
前作「Single is Best!?」から約8か月ぶりとなるシングル。表題曲はフジテレビ系ドラマ木曜劇場（10時枠）「都合のいい女」の主題歌に採用された。
平松は、同年に放送されたテレビ朝日系『ミュージックステーション』に、11月19日と12月24日の2回に亘って出演し、この曲を披露している。
カップリング曲「世界語のLove Song」は、フジテレビ系情報番組「タイム3」のエンディング・テーマとして使用された。
シングルとしては「部屋とYシャツと私」以来2作目となるオリコンチャートトップ10入りを果たし、同曲に次ぐ売り上げを記録する。本作が現在、最後にオリコントップ10入りしたシングルである。

## 収録曲
1. 戻れない道（6分29秒）
作詞・作曲：平松愛理／編曲：清水信之
2. 世界語のLove Song（5分56秒）
作詞・作曲：平松愛理／編曲：清水信之
3. 戻れない道（オリジナルカラオケ）